# Microsoft Jet
Pour les articles homonymes, voir Jet.
Microsoft Jet (sigle de Joint Engine Technology) est un moteur de base de données créé par Microsoft en 1992, utilisé dans son logiciel Access et fourni comme composant logiciel avec les outils de développement de logiciels Visual Basic et Visual Studio.

## Histoire
Microsoft Jet a été mis sur le marché en 1992 comme partie intégrante du logiciel Microsoft Access 1.0.
Microsoft Jet était distribué comme composant de la bibliothèque logicielle Microsoft Data Access Components (MDAC) jusqu'en 2002. Il est maintenant considéré comme dépassé et est remplacé par Microsoft SQL Server Desktop Engine (MSDE).

## Fonctionnalités
Microsoft DAO est une bibliothèque logicielle qui sert d'interface de programmation avec Microsoft Jet. Elle est utilisée par les logiciels pour exploiter les possibilités du moteur de base de données Microsoft Jet. Cette bibliothèque logicielle permet la manipulation des bases de données propres à Microsoft Jet ainsi que des bases de données tierces par l'intermédiaire du logiciel ODBC.
Microsoft Jet est prévu pour exécuter des instructions formulées en langage SQL.
Le lexique de l'interpréteur SQL de Microsoft Jet permet de créer, de modifier ou de supprimer des données de la base de données. ainsi que créer, modifier ou supprimer des tables, des index, des vues ou des procédures stockées. D'effectuer des jointures, démarrer et terminer des transactions, calculer des sommes et des moyennes ou créer des tableaux croisés.
L'optimiseur de requête - (anglais query optimizer) - de Microsoft Jet calcule automatiquement la stratégie la plus rapide pour obtenir les résultats demandés dans une instruction SQL en fonction du nombre d'enregistrement de chaque table impliquée, ainsi que les différents index existants dans la base de données.
Le contenu des bases de données Microsoft Jet peut être modifié par réplication de données de et vers des bases de données Microsoft SQL Server.
Selon son auteur, Microsoft Jet n'est pas conçu pour une utilisation intensive, l'utilisation dans des conditions difficiles telles que serveur web, opérations concurrentes sur un système de fichiers distribué peuvent endommager la structure des bases de données.

## Bases de données
Les bases de données Microsoft Jet sont composées d'un fichier principal, éventuellement accompagné de fichiers auxiliaires :
- le nom du fichier principal de la base de données Microsoft Jet se termine par .mdb
- un fichier temporaire, dont le nom se termine par .ldb, contient les informations relatives à des verrous. Les verrous sont créés automatiquement par Microsoft Jet lors d'opérations sur la base de données.
- un fichier nommé System.mda ou System.mdw, qui contient des informations de sécurité: nom et mot de passe utilisateur, opérations autorisées sur les tables, ce fichier peut être manipulé avec l'outil Workgroup administrator inclus dans Microsoft Access[5].

Le fichier principal de base de données Microsoft Jet est composé d'une suite de pages de 2 048 ou 4 096 octets selon la version utilisée. Le contenu d'une table ou d'un index est enregistré sous la forme d'une liste chaînée de pages.
Chaque page contient un certain nombre d'enregistrements d'une table. Lors d'ajout d'enregistrements, ceux-ci sont ajoutés à la fin de la liste. Lorsque des enregistrements sont supprimés, ceux-ci seront « biffés » de la base de données. Le contenu des index est enregistré de manière similaire.
La taille maximale des bases de données Microsoft Jet est de 2 gigaoctets.
Remarque : en ce qui concerne les versions 3.0 de MSJET (95) la taille maximale des bases de données Microsoft Jet est de 1 gigaoctet.